# Одноусый звонарь
Одноусый звонарь (лат. Procnias albus) — вид птиц семейства котинговых. Выделяют два подвида.
Одноусый звонарь обитает в лесах Гайаны, Венесуэле, Французской Гвиане, Суринаме и в бразильском штате Пара. Самец имеет длину тела приблизительно 28,5 см, а самка — 27,5 см. Только самец имеет белую окраску и тонкий, длинный мясистый вырост, свисающий с клюва. Самка оливково-зелёного цвета с желтоватыми полосками внизу и напоминает других звонарей. Питается в основном фруктами и ягодами.
Птицы издают самый громкий среди птиц брачный крик, до 125 дБ.